# Missing you
「Missing you」（ミッシング ユー）は、滴草由実の5枚目のシングル。

## 概要
編曲にCybersoundのメンバーを迎えている。カップリング曲「大切なもの」では初めて作曲に大野愛果を迎えている。
表題曲「Missing you」の元タイトルは「あの日のまま～Missing you～」。

## 収録曲
1. Missing you
作詞：滴草由実　作曲：YOKO Black. Stone & 笠原智緒　編曲：Miguel Sá Pessoa, Michael Africk & Perry Geyer
  - チバテレビ制作UHF34局ネット『CD NEWS』2004年10月度エンディングテーマ
2. 大切なもの
作詞：滴草由実　作曲：大野愛果　編曲：Miguel Sá Pessoa, Michael Africk & Perry Geyer
3. Show me〜 [DJ ME-YA REMIX]
作詞：滴草由実　作曲：YOKO Black. Stone & 笠原智緒　Remixed by DJ ME-YA
4. Missing you 〜秋桜〜
作詞：滴草由実　作曲：YOKO Black. Stone & 笠原智緒　編曲：Perry Geyer, Miguel Sá Pessoa & Michael Africk
5. Missing you (Instrumental)